# Rugles
Rugles je naselje in občina v severozahodnem francoskem departmaju Eure regije Zgornje Normandije. Leta 2007 je naselje imelo 2.410 prebivalcev.

## Geografija
Kraj leži v pokrajini Normandiji ob reki Risle, 44 km jugozahodno od Évreuxa.

## Uprava
Rugles je sedež istoimenskega kantona, v katerega so poleg njegove vključene še občine Ambenay, Bois-Anzeray, Bois-Arnault, Bois-Normand-près-Lyre, Les Bottereaux, Chaise-Dieu-du-Theil, Chambord, Champignolles, Chéronvilliers, La Haye-Saint-Sylvestre, Juignettes, Neaufles-Auvergny, La Neuve-Lyre, Saint-Antonin-de-Sommaire in La Vieille-Lyre s 7.319 prebivalci.
Kanton Rugles je sestavni del okrožja Évreux.

## Zanimivosti
- cerkev sv. Germana iz 16. do 19. stoletja, francoski zgodovinski spomenik;